# چارلز نادی
چارلز نادی (مجاری: Charles Nagy؛ زادهٔ ۵ مهٔ ۱۹۶۷) بازیکن بیس‌بال اهل ایالات متحده آمریکا بود.